# نهر القاسمية

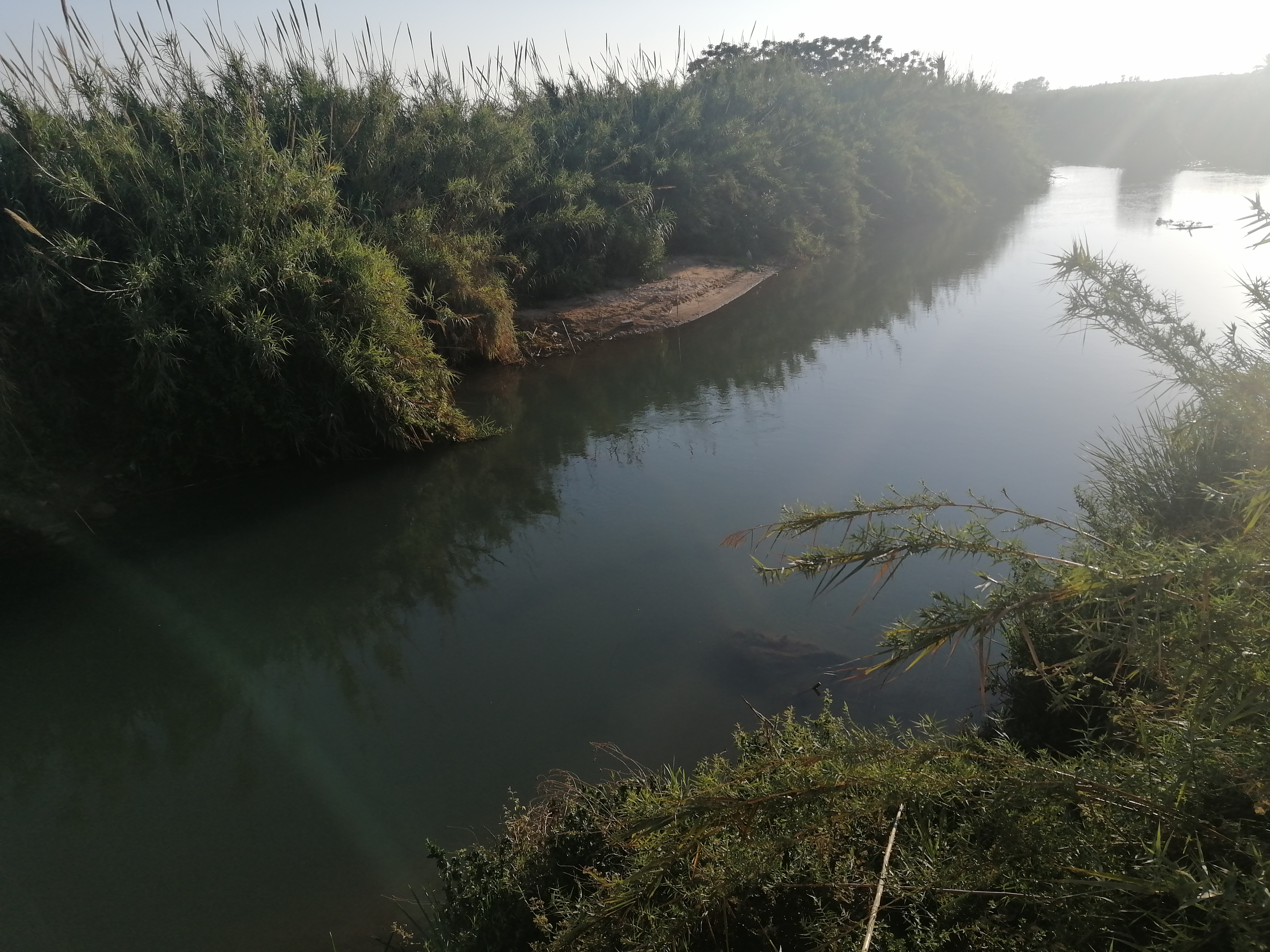
صورة من فوق الجسر لنهر القاسمية

نهر القاسمية المتفرّع من نهر الليطاني بين بلدات إرزي وبرج رحال وبدياس والزرارية ويقع بالقرب من مدينة صور الجنوبية.
إذ ينحرف مجرى النهر الليطاني باتجاه الغرب عند جسر الخردلي، بالقرب من قلعة الشقيف تجاه دير ميماس عند المنسوب 235 متر، حيث يسمى بنهر القاسمية الذي يصب في البحر المتوسط على بعد ثمانية كيلومترات إلى الشمال من مدينة صور. حيث يتعارف الجنوبيون على تسميته بنهر القاسمية نسبة إلى المنطقة التي يمر بها.

## المنتزه

نهر القاسمية والذي هو امتداد للليطاني